# Herrschaft Haigerloch

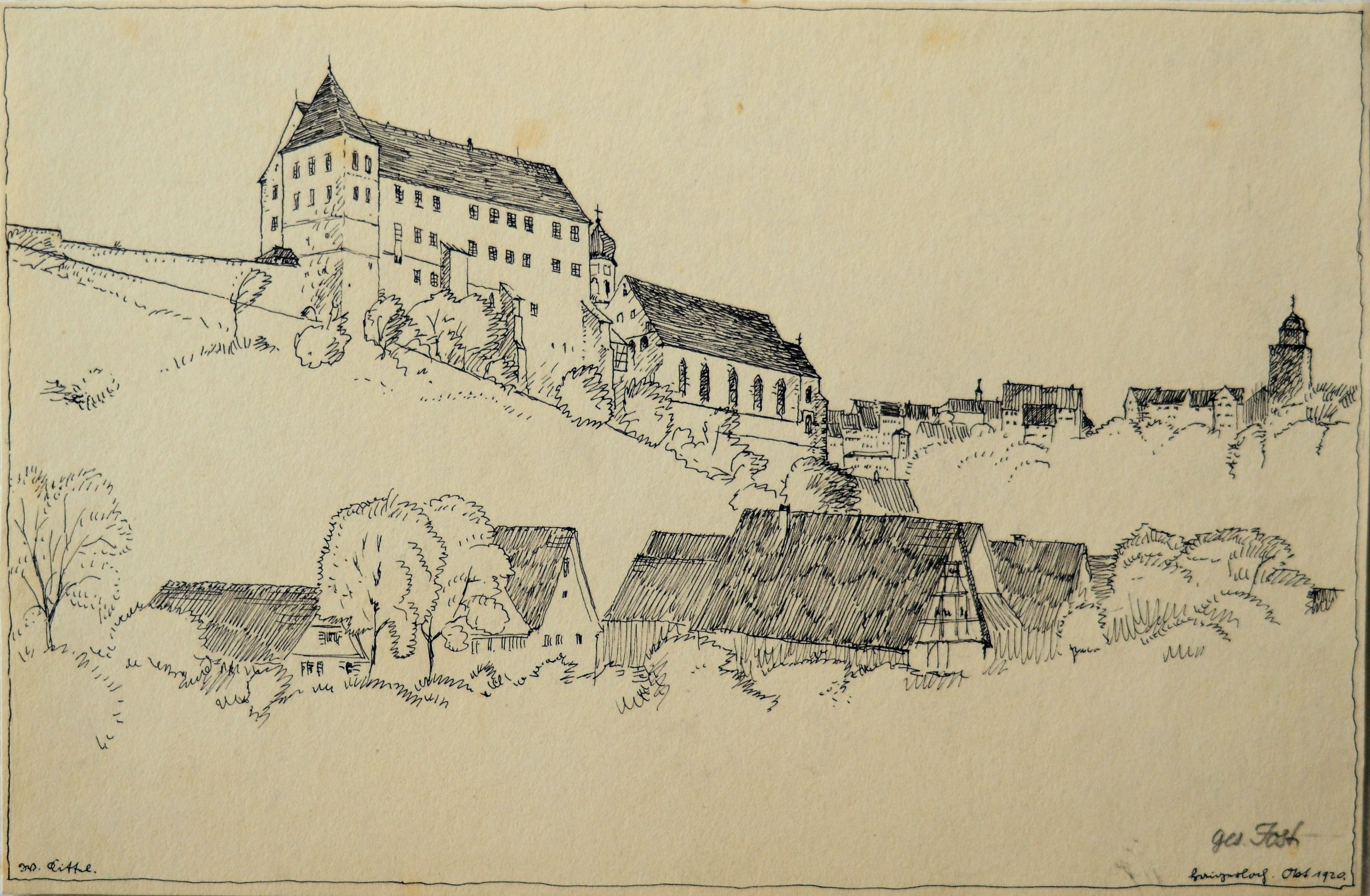
Schloss Haigerloch, Zeichnung, 1920, von Architekt Walter Kittel

Die Herrschaft Haigerloch war eine spätmittelalterlich-frühneuzeitliche Landesherrschaft in Südwestdeutschland.

## Geschichte
1095 wird erstmals das castrum Haigerloch, eine in der Haigerlocher Oberstadt links der Eyach gelegene Burg Haigerloch, die den Grafen von Haigerloch-Wiesneck unterstand, erwähnt. Mit dem Aussterben dieser Grafen (nach 1162) übernahmen die Grafen von Hohenberg Haigerloch. Der Ort entwickelte sich im ausgehenden 12. und im 13. Jahrhundert zur Stadt, wobei der Bau einer Burg in der Unterstadt (um 1200) und der Ausbau der Unterstadt rechts der Eyach Haigerloch als Herrschaftsmittelpunkt der Hohenberger betonte. Die Grafschaft Hohenberg einschließlich Haigerloch wurde 1381 an die Habsburger verkauft, Stadt und Herrschaft Haigerloch wurden in der Folge mehrfach verpfändet.
Zwei Lagerbücher aus dem 15. Jahrhundert, ein Rodel von 1458 und ein Urbar von 1472, führen Besitz und Rechte der Herrschaft Haigerloch auf. Danach umfassten diese Grundbesitz, Weinberge, Fischwasser und Pfarrpfründen in der näheren und weiteren Umgebung (auch jenseits des Neckars bei Horb) sowie die mit der Niedergerichtsbarkeit verbundenen Dorfherrschaften in Höfendorf, Hart, Trillfingen, Bittelbronn (Haigerloch), Weildorf, Gruol, Hospach und Heiligenzimmern (Zubehör links und rechts der Eyach).

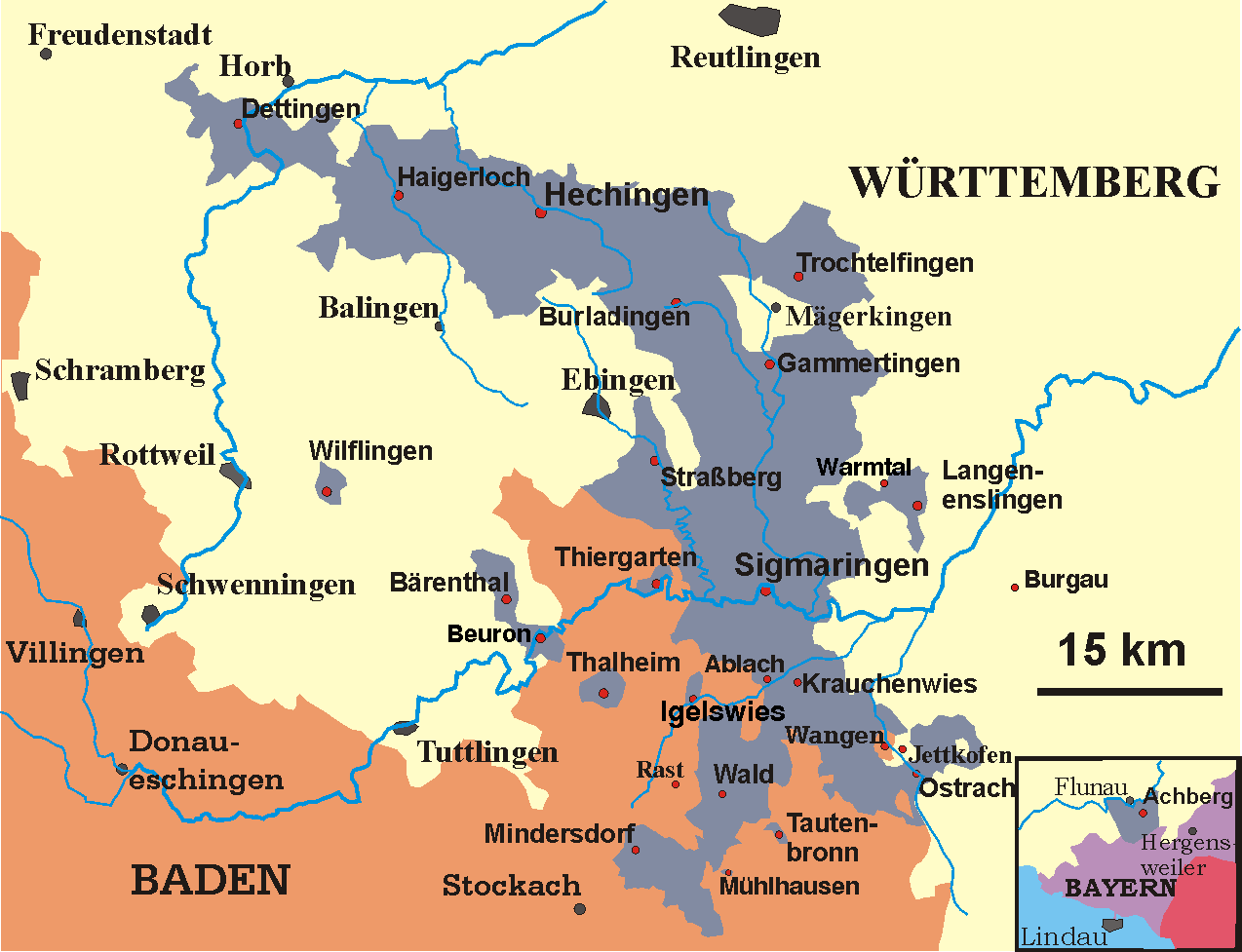
Hohenzollernsche Lande

Im Jahre 1497 fiel die Herrschaft Haigerloch endgültig an die Grafschaft Zollern, nachdem sie seit 1488 an diese verpfändet war. Graf Eitel Friedrich II. von Zollern (1452–1512) tauschte seine Herrschaft Rhäzüns gegen die Herrschaft Haigerloch und alle dortigen Hoheitsrechte, wobei die Rechte der Stadt Haigerloch Berücksichtigung fanden.
1497 umfasste die Herrschaft die Stadt Haigerloch und die Ortschaften Gruol, Heiligenzimmern, Weildorf, Bittelbronn, Trillfingen, Hart, Bietenhausen, Höfendorf und Hospach. 1516 konnte Imnau und 1542 Stetten dazuerworben werden.
1552 bekam die Herrschaft – zunächst gegen den Widerstand der Stadt – eine Landesordnung, sie bildete zusammen mit der aus drei Orten bestehenden, 1552 von den Zollern erworbenen Herrschaft Wehrstein die Herrschaft Haigerloch-Wehrstein. Rechtlich hatten sie jedoch eine recht unterschiedliche Stellung. Die Herrschaft Haigerloch war freies Eigen, die Herrschaft Wehrstein mit den Orten Betra, Empfingen und Fischingen hingegen war österreichisches Lehen und unterstand bis 1806 dem vorderösterreichischen Oberamt Rottenburg. Nach der zollerschen Erbteilung von 1576 wurde Haigerloch Residenz der Linie Hohenzollern-Haigerloch, die 1634 ausstarb. Graf Christoph von Hohenzollern-Haigerloch ließ die Burg zum heutigen umfangreichen Renaissanceschloss ausbauen. Die Sigmaringer Linie nutzte in der Folgezeit Haigerloch als „Außenposten“ mit unbeschränkter Landeshoheit. Unter Fürst Joseph (1715–1769) war die Stadt wirtschaftlich und kulturell bedeutsam, Fürst Karl Friedrich (1769–1785) beendete die Stellung Haigerlochs als Residenzstadt.
Im Jahr 1806 bestand die Herrschaft Haigerloch aus elf Orten mit knapp 5700 Einwohnern sowie der selbst Stadt mit knapp 800 Einwohnern. Die angegliederte Herrschaft Wehrstein hatte rund 2300 Einwohner.